# آرثر ميتشيل (لاعب كريكت)
آرثر ميتشيل (13 سبتمبر 1902 في المملكة المتحدة - 25 ديسمبر 1976 في المملكة المتحدة) (بالإنجليزية: Arthur Mitchell)‏ هو لاعب كريكت بريطاني (وحمل سابقاً جنسية المملكة المتحدة لبريطانيا العظمى وأيرلندا). شارك مع منتخب إنجلترا للكريكت.

## وصلات خارجية
- آرثر ميتشيل على موقع إي آس بي آن كريك إنفو (الإنجليزية)